# Falmouth, Massachusetts
Falmouth är en kommun (town) i Barnstable County i Massachusetts i USA med cirka 32 517 invånare (2020). Den har enligt United States Census Bureau en area på 141 km².
1. ↑  United States Census Bureau (red.), USA:s folkräkning 2020, läs online, läst: 1 januari 2022.[källa från Wikidata]
2. ↑  hämtat från: franskspråkiga Wikipedia.[källa från Wikidata]